# Casa de Moneda de Colombia
La Casa de Moneda de Colombia fue una ceca, fundada por el ingeniero militar español Alonso Turrillo de Yebra en el siglo XVII. En la actualidad alberga la colección numismática y de arte del Banco de la República. Se encuentra en la calle 11 con carrera 5, en el barrio colonial de La Candelaria en el centro de Bogotá. En 1975 se la declaró monumento nacional.

## Historia de la Casa
Alonso Turrillo de Yebra llegó en 1621 con ordenanzas reales que lo acreditaban para crear la primera Casa de Moneda en el Nuevo Reino de Granada, y para ello, alquiló una casa baja en el barrio de La Candelaria de la actual Bogotá para iniciar las labores de amonedación en la que, de manera artesanal se elaboraron entre otras, las primeras monedas de oro de América, conocidas como doblones. También se puede encontrar variedad en su clase o tipos de moneda.
Casi medio siglo después durante el reinado de Fernando VI, la Casa se amplía para albergar las nuevas máquinas y la producción se mecaniza para elaborar piezas circulares y de mejor factura. En 1752, don Juan Espinosa de los Monteros y Bilbao llega a Santafé desde Sevilla para servir como fiel de la balanza, tal y como lo había hecho hasta el momento en la Real Casa de la Moneda de Sevilla. En 1756 el virrey Solís reinaugura la Casa, como puede leerse en el friso de su portada de piedra. La estructura física de la casa se expande y transforma a través de trescientos cincuenta años en varias oportunidades. Desde los años setenta del siglo XX se realizaron en el claustro colonial obras de recuperación de sus características arquitectónicas originales que culminan en 1982. En la muestra numismática se ilustran varios aspectos que tienen relación directa con la moneda y la historia del inmueble y sus diversas intervenciones arquitectónicas. 
Actualmente en la Casa de Moneda el visitante podrá encontrar, de manera permanente, las exposiciones de las colecciones de arte y numismática del Banco de la República, y varias salas de exposiciones temporales. 
La casa de la moneda fue declarada Monumento Nacional de Colombia por el decreto 1584 del 11 de agosto de 1975.